# Зеверін Фройнд
Зеверін Фройнд (нім. Severin Freund) — німецький стрибун з трампліна, олімпійський чемпіон, триразовий чемпіон світу, призер чемпіонатів світу, чемпіон світу та призер чемпіонатів світу з польотів на лижах.
Золоту медаль олімпійського чемпіона Фройнд виборов на Сочинській олімпіаді в командних змаганнях на великому трампліні.
На чемпіонаті світу 2015 року він виграв особисті змагання зі стрибків з великого трампліна та, як член змішаної команди, стрибки з нормального трампліна.